# Курманаєвка
Курмана́євка (рос. Курманаевка) — село, адміністративний центр Курманаєвського району Оренбурзької області, Росія.

## Населення
Населення — 4313 осіб (2010; 4577 у 2002).
Національний склад (станом на 2002 рік):
- росіяни — 89 %